# Rosaline Elbay
Rosaline Elbay là một diễn viên và nhà văn gốc Thổ Nhĩ Kỳ - Ai Cập. Cô được biết đến với vai diễn của mình Amani của đài Hulu trong serie <i id="mwDw">Ramy</i> và như Sara của đài MBCMasr trong serie Qabeel.

## Đầu đời
Elbay được sinh ra ở Cairo với cha mẹ là người Thổ Nhĩ Kỳ-Ai Cập. Cô đọc Kinh điển tại Đại học Oxford và hoàn thành bằng thạc sĩ Lịch sử thuộc địa. Sau đó, cô học tại Actors Studio ở Thành phố New York cùng với Elizabeth Kemp và nhận được MFA của mình trong diễn xuất từ LAMDA.

## Nghề nghiệp
Năm 2018, Elbay đóng vai chính trong Diamond Dust, bộ phim chuyển thể từ tiểu thuyết bán chạy nhất của Ahmed Mourad, và Fork &amp; Knife, được công chiếu tại Liên hoan phim El Gouna. Cô cũng xuất hiện trong video âm nhạc "Fakra" của Massar Egbari, một ban nhạc nổi lên trong Mùa xuân Ả Rập, với tư cách là người yêu của ca sĩ chính Hany El Dakkak.
Liên hoan phim quốc tế Cairo đã chọn Elbay làm gương mặt đại diện cho các nhà làm phim trẻ trong mùa giải thứ 40.
Năm sau, Elbay đóng vai Amani trong Ramy, chương trình trên đài Hulu cùng tên của Ramy Youssef, theo chân một người Hồi giáo Mỹ thế hệ đầu tiên trong một hành trình tâm linh trong khu phố New Jersey bị chia cắt về chính trị. Bộ phim được công chiếu tại Liên hoan phim South by Southwest 2019 và giữ tỷ lệ tán thành 96% trên Rotten Tomatoes.
Cũng trong năm 2019, Elbay đã nhận được sự hoan nghênh quan trọng cho lần ra mắt truyền hình khu vực MENA của cô với vai Sara, đối tác của nhân vật chính Tarek (Mohamed Mamdouh), trên Qabeel của MBCMasr. 

## phân thưởng va sự bổ nhiệm
Elbay đã được trao Giải thưởng Lựa chọn của các nhà phê bình Al-Wafd năm 2019 cho Nữ diễn viên phụ xuất sắc nhất cho vai diễn trong Qabeel.

## Đóng phim

### Phim ảnh
| Năm  | Phim          | Vai diễn    | Ghi chú       |
| ---- | ------------- | ----------- | ------------- |
| 2018 | Dao &amp; nĩa |             | Vai chính     |
| 2018 | Bụi kim cương | Mẹ của Tona | Vai trò chính |

### Truyền hình
| Năm             | Phim   | Vai diễn | Ghi chú         |
| --------------- | ------ | -------- | --------------- |
| 2019            | Qabeel | Sara     | Vai chính       |
| 2019 - hiện tại | Ramy   | Amani    | vai trò định kì |

## liên kết ngoài
- Rosaline Elbay
- Hình ảnh trên Wikipedia tiếng Ả Rập
- Trang web chinh thưc Lưu trữ ngày 16 tháng 6 năm 2023 tại Wayback Machine
- Tư liệu liên quan tới Rosaline Elbay tại Wikimedia Commons